# Michał Bokalski
Artykuł ten został zgłoszony do umieszczenia na stronie głównej w rubryce „Czy wiesz”.
Pomóż nam go sprawdzić: oceń zgłoszoną nominację.
Michał Stefan Bokalski (ur. 29 września 1900 w Ostrowach Górniczych, zm. 7 czerwca 1966 w Katowicach) – pułkownik dyplomowany pilot obserwator Polskich Sił Powietrznych, komendant Wyższej Szkoły Lotniczej i Centrum Wyszkolenia Ziemnego, zastępca dowódcy Brygady Bombowej, dyrektor nauk Lotniczej Szkoły Strzelania i Bombardowania.

## Życiorys
Urodził się w rodzinie Karola Bokalskiego, inżyniera górniczego Warszawskiego Towarzystwa Kopalń Węgla i Zakładów Hutniczych, zawiadowcy kopalni "Kazimierz" oraz Anny ze Strużyńskich. Był najmłodszy z czworga rodzeństwa, jego bratem był Karol Krzysztof (1894-1967), pułkownik dyplomowany kawalerii. W wieku niecałych dwóch lat stracił ojca, który został zamordowany w drodze do pracy.
Uczył się w Szkole Handlowej Zgromadzenia Kupców w Będzinie. Podczas nauki przystąpił do patriotycznego Dąbrowskiego Kółka Wycieczkowego, a w 1912 wstąpił do I Drużyny Skautowej im. Dionizego Czachowskiego w Dąbrowie Górniczej. Był członkiem IV plutonu w Ząbkowicach.
W maju 1915 zgłosił się ochotniczo do Legionów Polskich, trafił do formującego się 4 Pułku Piechoty III Brygady. Po kilku miesiącach został jednak zwolniony ze służby ze względu na wiek oraz stan zdrowia i powrócił do szkoły. Od września 1915 do października 1918 pełnił funkcję zastępcy komendanta organizacji lokalnej Polskiej Organizacji Wojskowej w Okręgu Zagłębia Dąbrowskiego pod pseudonimem „Maciek”.

### Służba wojskowa w II Rzeczpospolitej
W listopadzie 1918 wstąpił do Wojska Polskiego i został przydzielony do 7 Pułku Ułanów. Brał udział w walkach z Rosją bolszewicką na froncie litewsko-białoruskim. 17 kwietnia 1919 został ciężko ranny w okolicach Lidy i do sierpnia leczył się w szpitalu. Po rekonwalescencji został przydzielony do Szkoły Podchorążych Piechoty (SPPiech) w Warszawie, klasy 18. Po ukończeniu SPPiech, 25 lutego 1920 został mianowany podporucznikiem z przydziałem do 56 Pułku Piechoty Wielkopolskiej i odkomenderowaniem na kurs do Centralnej Szkoły Karabinów Maszynowych w Ostrowi Mazowieckiej. Po ukończeniu kursu pozostał w Szkole jako instruktor.
W 1921 został skierowany jako uczeń do Oficerskiej Szkoły Obserwatorów Lotniczych (OSOL) w Toruniu. Po pomyślnym ukończeniu kursu i uzyskaniu tytułu obserwatora został przydzielony do 2 Pułku Lotniczego w Krakowie. Pełnił w nim funkcję dowódcy oddziału sztabowego oraz obserwatora w eskadrze. 3 maja 1922 został zweryfikowany w stopniu porucznika.
W latach 1922–1924 służył w OSOL na stanowisku instruktora strzelania. Został wówczas ewidencyjnie przeniesiony do 3 Pułku Lotniczego.
W 1924 został odkomenderowany do Niższej Szkoły Pilotów w Bydgoszczy na kurs pilotażu. Po ukończeniu kursu i zdobyciu tytułu pilota (nr odznaki 683) został przydzielony do Wyższej Szkoły Pilotów w Grudziądzu na stanowisko instruktora broni, przy czym w okresie od 5 stycznia do 20 lutego 1925 był odkomenderowany do Niższej Szkoły Pilotów na stanowisko wykładowcy.
W 1925 odbył staż w Szkole Strzelania i Bombardowania w Cazaux we Francji i w czerwcu tego roku został referentem uzbrojenia w Wojskowej Centrali Badań Lotniczych w Centralnych Zakładach Lotniczych. Wraz z powstaniem Instytutu Badań Technicznych Lotnictwa został do niego przeniesiony i objął stanowisko kierownika stacji doświadczalnej uzbrojenia. 3 maja 1926 został awansowany na stopień kapitana.
W 1928 wstąpił do Aeroklubu Rzeczpospolitej Polskiej, który przyznał mu Międzynarodowy Dyplom Pilota w kategorii C.
Od lipca 1929 sprawował funkcję dyrektora nauk w Lotniczej Szkole Strzelania i Bombardowania w Grudziądzu. Od listopada 1930 przebywał na 4-miesięcznym kursie dowódców eskadr w Centrum Wyszkolenia Oficerów Lotnictwa (CWOL) w Dęblinie. Po jego ukończeniu został przeniesiony do 2 Pułku Lotniczego w Krakowie, gdzie zajął stanowisko dowódcy Eskadry Szkolnej, a potem Dywizjonu Szkolnego i w styczniu 1932 21 Eskadry Liniowej. W listopadzie 1933 ponownie odbył kurs dowódców eskadr w CWOL i w lutym 1934 
został przeniesiony do 1 Pułku Lotniczego w Warszawie, na stanowisko dowódcy II Dywizjonu Bombowego. 27 czerwca 1935 został awansowany na stopień majora.
16 maja 1935 pełnił wartę honorową przy trumnie Józefa Piłsudskiego w katedrze św. Jana w Warszawie.
Od października 1936 pracował w Wyższej Szkole Lotniczej w charakterze wykładowcy taktyki lotnictwa bombowego i później kierownika katedry lotnictwa bombowego. W latach 1938-1939 jednocześnie ukończył III kurs w tej szkole, a we wrześniu 1938 odbył staż w lotnictwie rumuńskim. 19 marca 1939 został awansowany na stopień podpułkownika.

### II wojna światowa
31 sierpnia 1939 objął stanowisko zastępcy dowódcy Brygady Bombowej i wraz z wysuniętym rzutem sztabu Brygady stacjonował na lotnisku w Dęblinie. Po wybuchu II wojny światowej koordynował akcje bojowe jednostek Brygady Bombowej. Po zbombardowaniu lotniska w Dęblinie przez Niemców sztab przeniósł się do Końskowoli w nocy z 2 na 3 września. Później dostał rozkaz powrotu do Warszawy, a 8 września - ze względu na przerwanie łączności - udał się osobiście do Podlodowa, by przekazać rozkazy XV Dywizjonowi. Dokonał również przeglądu jednostki, po czym zameldował przełożonym o przemęczeniu personelu i złym stanie technicznym sprzętu. 9 września wraz ze sztabem ewakuował się na wschód, kolejno do Brześcia, Włodzimierza Wołyńskiego, Brodów i Horodenki.
Po agresji sowieckiej ewakuował się do Rumunii i potem do Budapesztu, gdzie koordynował ewakuację lotników przez Węgry do Francji. Później sam przedostał się do Francji i pracował w Sztabie Inspektoratu Lotnictwa w Paryżu. W styczniu 1940 został wysłany do Wielkiej Brytanii, gdzie został kierownikiem wyszkolenia w Centrum Lotnictwa Polskiego w Eastchurch, a w czerwcu 1940 komendantem Centrum Wyszkolenia Ziemnego w Blackpool. Za pracę szkoleniową i wkład w budowę polskich dywizjonów lotniczych w Wielkiej Brytanii został odznaczony Krzyżem Oficerskim Orderu Imperium Brytyjskiego.
W październiku 1941 został oficerem łącznikowym przy brytyjskim Dowództwie Wyszkolenia w Powietrzu (Flying Training Command). W kwietniu 1943 został komendantem Wyższej Szkoły Lotniczej, którą dowodził do stycznia 1944, po czym na własną prośbę przeszedł kurs pilotażu RAF i od listopada 1944 do kwietnia 1945 latał bojowo jako pilot w Dywizjonie 301. W jednostce tej odbył 14 lotów operacyjnych o łącznym czasie trwania 105 godzin. 1 września 1943 został awansowany na stopień pułkownika.
Od kwietnia 1945 był zastępcą szefa sztabu Naczelnego Wodza do spraw lotnictwa, od listopada oficerem łącznikowym Dowództwa Polskich Sił Powietrznych w Sztabie Generalnym.

### W Polsce Ludowej
10 czerwca 1948 powrócił do Polski i zamieszkał w Katowicach. Pracował kolejno: w Przedsiębiorstwie Mechanizacji Budowy i Sprzętu Budowlanego w Gliwicach jako kierownik administracyjno-finansowy, w Przedsiębiorstwie Budownictwa Przemysłowego nr 10 w Chorzowie-Batorym jako kierownik bazy gospodarczej, w Zakładzie Budowy Kolei Piaskowej Chorzów-Batory, Centrali Sprzętu i Transportu Chorzów-Batory, Zakładzie Robót Budowlanych „Wschód” Chorzów-Batory i w szopienickim Zjednoczeniu Instalacji Przemysłowych.
Zmarł 7 czerwca 1966 r. w Katowicach, został pochowany na cmentarzu parafialnym w Dąbrowie Górniczej-Gołonogu.

## Życie prywatne
Ożenił się ze Stefanią Prize. Nie miał dzieci. 
Według Andrzeja Lorenca, autora książek o Ząbkowicach, Bokalski miał w zwyczaju przylatywać do Ząbkowic samolotem, zataczać kręgi nad willą "Basiula", należącą do swojej matki i zrzucać z pokładu wiązanki kwiatów.

## Publikacje
- Uwagi o prowadzeniu strzeleckiego wyszkolenia lotnika, Poznań 1925.
- Bomby i rakiety lotnicze, Warszawa 1928.
- Lekki karabin maszynowy Vickers wz. F (obserwatorski), Warszawa 1928.
- Lekki karabin maszynowy Lewis: ryciny, Warszawa 1928.
- Problem bombardowania lotniczego, Warszawa 1938.

## Awanse oficerskie
- podporucznik 1920
- porucznik 1922
- kapitan 1926
- major 1935
- podpułkownik 1939
- pułkownik 1943

## Odznaczenia[7]
- Krzyż Walecznych (dwukrotnie)
- Złoty Krzyż Zasługi
- Medal Niepodległości
- Srebrny Krzyż Zasługi
- Medal Lotniczy (czterokrotnie)
- Medal za Ratowanie Ginących
- Medal Pamiątkowy za Wojnę 1918–1921
- Medal Dziesięciolecia Odzyskanej Niepodległości
- Srebrny Medal za Długoletnią Służbę
- Brązowy Medal za Długoletnią Służbę
- Odznaka Obserwatora
- Polowa Odznaka Pilota
- Odznaka za Rany i Kontuzje
- Odznaka pamiątkowa Wyższej Szkoły Lotniczej
- Krzyż Legionowy[31]
- Odznaka pamiątkowa Polskiej Organizacji Wojskowej[32]
- Czechosłowacka odznaka pilota (Czechosłowacja)[33]
- Krzyż Oficerski Orderu Imperium Brytyjskiego (Wielka Brytania)
- Gwiazda za Wojnę 1939–1945 (Wielka Brytania)
- Gwiazda Italii (Wielka Brytania)
- Medal Obrony (Wielka Brytania)
- Medal Wojny 1939–1945 (Wielka Brytania)